# Kontrolni češalj za navoj
Kontrolni češalj za navoj je mjerni instrument za mjerenje koraka navoja i za brzo utvrđivanje vrste navoja. Kontrolni češalj za navoj ne spada u grupu preciznih mjernih instrumenata, već uglavnom služi za brzu kontrolu.
Mjerilo za kontrolu koraka navoja ima nekoliko čeličnih listića, a svaki list ima urezani profil s oznakom vrste navoja i njegovog koraka. Odgovarajući navoj je dobro izrađen kada mjerilo točno naliježe na profil navoja.

## Navoj
Navoj je osnovni dio vijka i matice preko kojega se prenose spojne sile. Temelj navoja je zavojnica. Zavojnica je krivulja koja se dobije obavijanjem kosog pravca oko valjka. Ako se kosi pravac obavija oko stošca dobije se konusna zavojnica. Smjer obavijanja pravca može biti lijevi ili desni, pa se razlikuju lijeva i desna zavojnica. Desna zavojnica se dobije obavijanjem pravca oko rotacijskog tijela u smjeru kazaljke na satu, dok se lijeva zavojnica dobije obavijanjem u smjeru suprotnom od kazaljke na satu.
Ako se oko valjka obavija dvije ili više paralelnih zavojnica dobije se dvovojna ili viševojna zavojnica. Udaljenost između dvije točke iste zavojnice koje leže na istoj osi naziva se visina zavoja ili korak zavojnice. Dio zavojnice između tih točaka je jedan zavoj. Kut nagiba
obavijenog pravca, koji je jednak kutu između tangente zavojnice i normalne ravnine na njezinu os, naziva se kut uspona zavojnice.
Navoj nastaje gibanjem geometrijskog tijela određenog profila po zavojnici. S obzirom na to da se razlikuje lijeva i desna zavojnica, razlikuje se desni i lijevi navoj. Navoj koji se obavija po vanjskoj plohi valjka naziva se vanjski navoj, a navoj koji se obavija po unutarnjoj plohi valjkaste šupljine naziva se unutarnji navoj. Vijak je svaki strojni dio koji ima vanjski navoj, a matica je dio koji ima unutarnji navoj. Kako bi se vijak mogao spojiti s maticom, navoji vijka i matice moraju biti usklađeni. Glavna dimenzija navoja je nominalan promjer navoja. Nominalan promjer navoja je uvijek vanjski promjer navoja, te je označen s d za vijke i D za matice.

### Vrste navoja
Profili navoja dijele na plosnate i trokutaste. Profil plosnatog navoja je kvadrat i zato se takav navoj naziva i kvadratni navoj. Navoji kojima je teorijski profil trokut dijele se na više vrsta: metrički navoj, cijevni (Whithworthov) navoj, trapezni navoj, pilasti navoj, obli navoj. 